# Martha Soukup
Pour les articles homonymes, voir Soukup.
Œuvres principales
- Plaidoyer pour les contrats sociaux

Martha Soukup, née le 20 juillet 1959 à Aurora dans l'Illinois, est un écrivain américain de science-fiction. Elle réside aujourd'hui à San Francisco en Californie.
Elle a obtenu le prix Nebula de la meilleure nouvelle courte 1995 et a été proposée au prix Hugo de la meilleure nouvelle courte à plusieurs reprises.

## Œuvres

### Recueils de nouvelles
- (en) Rosemary's Brain : And Other Tales of Wonder, Wildside Press, 1992
- (en) Arbitrary Placement of Walls, DreamHaven Books, 1997Contenant la nouvelle Plaidoyer pour les contrats sociaux (A Defense of the Social Contracts) ayant obtenu le prix Nebula

### Nouvelles traduites en français
- Maître du jeu, 1989 ((en) Master of the game, 1987)Parue dans la revue Fiction no 404 aux éditions OPTA
- L'Emplacement arbitraire des murs, 1995 ((en) The arbitrary placement of walls, 1992)Parue dans l'anthologie Futurs en voie d'extinction, cycle « Isaac Asimov présente », éditions Pocket, coll. Science-Fiction / Fantasy no 5550
- Plaidoyer pour les contrats sociaux, 1997 ((en) A Defense of the Social Contracts, 1993)Parue dans l'anthologie Société sens dessus-dessous, revue CyberDreams no 9, DLM Editions
- Pour détruire les rats, 1999 ((en) To Destroy Rats, 1996)Parue dans l'anthologie Contes du chat pervers, revue Ténèbres no 5347, J'ai lu

## Récompenses et nominations
- Plaidoyer pour les contrats sociaux a obtenu le prix Nebula de la meilleure nouvelle courte 1995.

- Elle a été proposée aux prix suivants, sans les obtenir :
  - 1991 : Over the Long Haul (prix Hugo)
  - 1991 : Over the Long Haul (prix Nebula)
  - 1992 : Dog's Life (prix Hugo)
  - 1992 : Dog's Life (prix Nebula)
  - 1993 : L'Emplacement arbitraire des murs (prix World Fantasy)
  - 1993 : L'Emplacement arbitraire des murs (prix Hugo)
  - 1993 : L'Emplacement arbitraire des murs (prix Nebula)
  - 1994 : Things Not Seen (prix Nebula)
  - 1994 : The Story So Far (prix Hugo)